# Mus crociduroides
Mus crociduroides је врста глодара из породице мишева (лат. Muridae). 

## Распрострањење
Индонезија је једино познато природно станиште врсте.

## Станиште
Врста Mus crociduroides има станиште на копну.

## Угроженост
Подаци о распрострањености ове врсте су недовољни.

### Популациони тренд
Популациони тренд је за ову врсту непознат.